# Paraclaravis
Paraclaravis – rodzaj ptaków z podrodziny siniaczków (Claravinae) w rodzinie gołębiowatych (Columbidae).

## Zasięg występowania
Rodzaj obejmuje gatunki występujące w Meksyku, Ameryce Centralnej i Południowej.

## Morfologia
Długość ciała 18–24 cm; masa ciała 89–95 g.

## Systematyka

### Etymologia
Paraclaravis: gr. παρα para „blisko”; rodzaj Claravis Oberholser, 1899 (siniaczek).

### Podział systematyczny
Takson wyodrębniony ostatnio z Claravis. Do rodzaju należą następujące gatunki:
- Paraclaravis mondetoura (Bonaparte, 1856) – siniaczek purpurowy
- Paraclaravis geoffroyi (Temminck, 1811) – siniaczek paskowany